# Charles Santley
Sir Charles Santley (Liverpool, 28 febbraio 1834 – Londra, 22 settembre 1922) è stato un baritono inglese, interprete di opere e di oratori con una tecnica di bravura che lo rese il più importante baritono inglese e cantante da concerto dell'età vittoriana.
La sua è stata definita "la carriera vocale più lunga, più illustre e più versatile che la storia ricordi".
Santley è apparso in molte importanti produzioni operistiche e oratorie in Gran Bretagna e Nord America, dando anche numerosi recital. Avendo fatto il suo debutto in Italia nel 1857 dopo aver intrapreso studi vocali in quel paese, scelse di stabilirsi in Inghilterra per il resto della sua vita, a parte viaggi occasionali all'estero. Uno dei momenti salienti della sua carriera teatrale avvenne nel 1870 quando guidò il cast nella prima opera di Wagner che si sarebbe eseguita a Londra, L'olandese volante, al Theatre Royal Drury Lane. Santley si ritirò dall'opera durante gli anni settanta per concentrarsi sul redditizio circuito dei concerti.
Santley ha anche scritto libri sulla tecnica vocale e due serie di memorie.

## Prima formazione

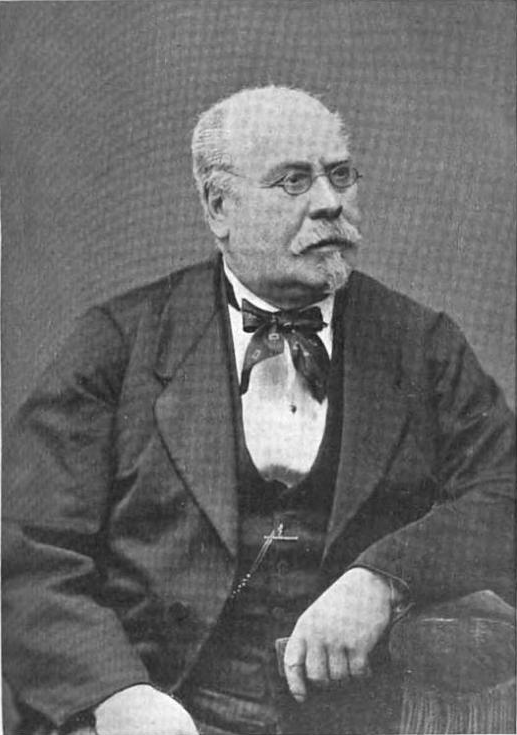
Gaetano Nava, insegnante di canto di Santley a Milano

Santley era il figlio maggiore di William Santley, un artigiano rilegatore di libri, organista e insegnante di musica di Liverpool nel nord dell'Inghilterra. Aveva un fratello e due sorelle, una delle quali di nome Catherine non deve essere confusa con la manager di attori Kate Santley. Fu educato alla Liverpool Institute High School e ancora ragazzo cantò come contralto nel coro di una Chiesa Unitaria locale. La sua voce cominciò a trasformarsi prima che avesse quattordici anni. Dopo le lezioni di musica da parte di suo padre (che insistette perché cantasse come tenore), superò l'esame per l'ammissione ai secondi tenori della Liverpool Philharmonic Society per il suo quindicesimo compleanno e nello stesso anno prese parte ai concerti per l'apertura della Philharmonic Hall. Non fu che all'età di diciassette-diciotto anni che si ribellò contro il volere del padre e scese nella chiave di basso e fu dichiarato che era un basso. Santley fu apprendista nel commercio degli approvvigionamenti. Aderì, tuttavia, come violinista alla Festival Choral Society ed alla Società Armonica e come membro del coro, con il padre e la sorella, cantò in una produzione de La Creazione di Haydn al Collegiate Institution, a Liverpool, in cui Jenny Lind era solista. Poco dopo si ritrovò in un coro selezionato personalmente per il Messiah di Händel, dove il tenore Sims Reeves dirigeva i solisti, all'Eisteddfod al castello di Rhuddlan e fu nel coro per l'Elijah e lo Stabat Mater di Rossini sotto la direzione di Julius Benedict al Festival di Liverpool. Ascoltò là Pauline Viardot, Luigi Lablache e Mario. Mentre accompagnava sua sorella alla Chiesa cattolica di Sant'Anna, Edge Hill, a Liverpool, cantò Et incarnatus est dalla Second Mass di Haydn, leggendo dallo stesso spartito di Julius Stockhausen, come una prova e ottenne un posto come basso solista, modellandosi sullo stile del basso austriaco Josef Staudigl (1807-1861) e del basso tedesco Karl Formes (1815-1889) (che aveva ascoltato come Sarastro a Londra).
Nel 1855 Santley andò in Italia per studiare come cantante, con il consiglio di Sims Reeves di visitare Lamperti a Milano. Scelse invece di studiare sotto Gaetano Nava, che divenne suo amico per tutta la vita. Nava gli insegnò i ruoli buffi in La Cenerentola di Rossini, L'italiana in Algeri e Il turco in Italia e nelle opere di Mercadante, ponendo le basi della tecnica vocale del suono come baritono. Gli insegnò anche la lingua italiana. Santley studiò i duetti dalla Zaira di Bellini, Semiramide di Rossini e L'assedio di Corinto. Era ospite frequente ai concerti ed alle conversazioni della famiglia Marani. A teatro ascoltò Antonio Giuglini, Scheggi, Marini ed Enrico Delle Sedie e vide la Ristori in Maria Stuarda, frequentando la Scala di Milano e il Teatro Carcano. Fece il suo debutto sul palco il 1º gennaio 1857 a Pavia come Dr. Grenvill in La traviata (più tardi nella stessa produzione cantando Germont père) e Don Silva in Ernani. Seguirono altri impegni minori, dopo un'estate magra, ma Henry Fothergill Chorley gli fece visita e sollecitò il suo ritorno in Inghilterra.

## Oratorio, 1857–1872
Nel 1857 Santley tornò a Londra e fece la sua prima apparizione (16 novembre) per John Hullah nel ruolo di Adamo in La Creazione di Haydn: è stato riferito che nel duetto Graceful Consort ebbe un cedimento a causa dei nervi, ma il pubblico esplose in applausi per lui e lo invitò a continuare. Manuel García, che lo ascoltò, gli offrì un insegnamento che Santley accettò con gratitudine. Ci furono alcuni concerti al Crystal Palace e altrove, sotto la guida di Chorley e ad una festa di Chorley incontrò Gertrude Kemble, che divenne sua moglie un anno dopo. Attraverso di lei fu presentato al salone di Henry Greville, alle cui feste musicali ebbe accesso in società con Mario, Giulia Grisi, Italo Gardoni, Ciro Pinsuti e altri.
Dopo un'audizione con Michele Costa, cantò nel St. Paul di Mendelssohn a Manchester sotto la direzione di Charles Hallé e nel marzo 1858 cantò per la prima volta Elijah di Mendelssohn (a Exeter Hall, Liverpool), di cui diventò un interprete di spicco per oltre 50 anni. Fin dall'inizio fu incoraggiato con costanza da Sims Reeves e Clara Novello, da Mario e dalla Grisi, con i quali cantò in varie occasioni. All'inaugurazione del Festival di Leeds originale nell'autunno 1858 fu il protagonista (con Willoughby Weiss) nello Stabat Mater di Rossini. Nell'autunno del 1859 cantò brani del St. Paul, Giuda Maccabeo e del Messiah al Festival di Bradford, poco prima di iniziare la sua prima stagione operistica.
Nel 1861 cantò Elijah nella sua prima apparizione al Birmingham Triennial Music Festival. Nel luglio dell'anno seguente, nella St James's Hall Piccadilly apparve nel cinquantesimo Concerto giubilare della Royal Philharmonic Society, cantando un brano della Mathilde of Guise di Hummel e With Joy the Impatient Husbandman da Le stagioni di Haydn. In quell'occasione condivise il palco (anche se in uno spettacolo separato) con Jenny Lind, la pianista Lucy Anderson (la sua ultima apparizione pubblica), Thérèse Tietjens e Alfredo Piatti il violoncellista, sotto la direzione di William Sterndale Bennett. Bennett aveva appena formato una nuova orchestra ad un livello di alta efficienza, facendo sensazione davanti a un pubblico enorme. Nel 1862 Santley apparve al Festival di Händel al Crystal Palace.
L'anno 1863 vide la sua prima apparizione ai festival di Worcester e Norwich: a Worcester cantò nel nuovo lavoro di Schachner Israel's return from Babylon e a Norwich presentò Richard Coeur de Lion di Julius Benedict, un grande successo. Nell'aprile del 1864 cantò nel Messiah di Händel e in un concerto di pezzi vari a Stratford-upon-Avon per i festeggiamenti del centenario di Shakespeare. Al Festival di Hereford cantò la seconda parte di La Creazione, una versione inglese dello Stabat Mater di Rossini e Richard di Benedict. Al festival di Birmingham del 1864 fu data la nuova opera di Michele Costa, Naaman, dove (come Elisha) cantò insieme a Sims Reeves ed alla giovane Adelina Patti (facendo quindi la sua prima apparizione in un oratorio). Santley apparve anche nel Messiah e in The Masque at Kenilworth di Arthur Sullivan.
L'autunno del 1865 assistette alla sua prima apparizione al Festival di Gloucester, dove cantò Elijah, la prima parte del St. Paul, parte del Messiah, e la Prima Notte di Valpurga di Mendelssohn. Nel 1866 partecipò al Festival di Worcester e poi a Norwich, dove fu dato di nuovo il Naaman di Costa, alla presenza del Principe e della Principessa del Galles e fu presentata la nuova cantata St. Cecilia (su libretto di Chorley). A Hereford nel 1867 l'evento principale per Santley fu cantare per la prima volta con il famoso soprano Jenny Lind, nell'oratorio Ruth di Otto Goldschmidt. Lì e al festival di Birmingham, Willoughby Weiss trasse la maggior parte dei ruoli di basso o baritono sacro. Santley cantò le arie da basso dal Messiah, dal Messa di Gounod, dalla St. Cecilia di Benedict e The Ancient Mariner di John Francis Barnett.
Ritornato al Festival di Birmingham nel 1867 fu solista nella prima di The Woman of Samaria, l'oratorio di William Sterndale Bennett.
Al Festival di Händel, nel giugno 1868, cantò gli assoli del Messiah e il giorno della selezione, O voi dell'Erebo da La Resurrezione e O ruddier than the cherry da Aci e Galatea. Cantò anche The Lord is a Man of War con Signor Foli. A Hereford cantò l'inno The Wilderness del Dr. Wesley e sotto la direzione del Dr. Wesley Elijah, con Louisa Pyne. Nel 1869 si tenne un Festival di Rossini al Crystal Palace, con un coro e un'orchestra di circa 3.000 artisti, in cui cantò nello Stabat Mater e apparve nella scena della "Benedizione delle bandiere" da L'assedio di Corinto. A metà maggio cantò nella prima esecuzione in Inghilterra della Petite messe solennelle di Rossini, con il soprano drammatico Thérèse Tietjens, il tenore Pietro Mongini e il mezzosoprano Sofia Scalchi. Venne anche celebrato quell'anno ai festival di Worcester e Norwich. A Worcester 
Reeves, Santley, Trebelli e Tietjens eseguirono la prima di The Prodigal Son di Sullivan, sotto la direzione del compositore. A Norwich ci fu anche l'oratorio di Ezekiah di Hugo Pierson.
Alla fine della stagione 1868-69 della Royal Philharmonic Society, Santley, la Tietjens e la Nilsson presero parte all'ultimo concerto soprannumerario, tenuto per la prima volta alla St James's Hall prima che la Società si trasferisse lì definitivamente nella stagione successiva. Questi tre cantanti furono tra i primi dieci destinatari a ricevere la medaglia d'oro della Società alla sua prima presentazione nel 1871.
All'inizio del 1870, mentre si avvicinava la sua partenza dal teatro, Santley cantò in concerti a Londra e all'Exeter Hall. Poi, sotto la direzione di George Wood, fece una tournée di concerti di sei settimane nelle province. La compagnia comprendeva Clarice Sinico, il violinista August Wilhelmj e la pianista Arabella Goddard (in seguito raggiunta da Ernst Pauer). Le esibizioni canore in concerto di Santley raggiunsero il loro massimo successo durante le sue successive tournée negli Stati Uniti e in Canada nel 1871-72. In canzoni come A Anthea, Simon the Cellarer e Maid of Athens, era considerato inavvicinabile e il suo canto negli oratori era lodato perché perpetuava le migliori tradizioni di quella forma d'arte. Nel 1872 partecipò a un recital congiunto con Pauline Rita alla St James's Hall di Londra.

## Carriera operistica 1857–1876

### I primi anni
Nei primi anni dopo il suo ritorno in Inghilterra, Santley era spesso solito cantare duetti buffi (per esempio "Che l'antipatica vostra figura" da Chiara di Rosemberg di Ricci) con Giorgio Ronconi e Giovanni Belletti, alle feste tenute dall'influente critico H.F. Chorley. Nel 1859 fece il suo debutto al Covent Garden nel ruolo di Hoel nell'opera di Meyerbeer, Dinorah. Nella stessa stagione cantò nella produzione inglese de Il trovatore (Di Luna), La rosa di Castiglia, Satanella, La sonnambula e come Rhineberg nella Lurline di Wallace, con William Harrison e Louisa Pyne. Wallace trascrisse quest'ultimo ruolo (originariamente per basso) per adattarlo al suo registro più alto e compose la parte del personaggio nell'atto finale espressamente per lui. Dinorah ricevette l'onore di uno spettacolo reale davanti alla regina Vittoria e al principe Alberto. Poteva anche adattarsi alle esecuzioni di Ifigenia in Tauride di Gluck a Manchester, con Sims Reeves e Catherine Hayes, dirette da Charles Hallé. Questi spettacoli furono ripetuti due volte nella residenza di Lord Ward a Park Lane, a Londra.
Santley apparve nell'opera inglese per Mapleson all'His Majesty's Theatre nella stagione 1860-61. Mapleson montò una nuova opera, Robin Hood di George Alexander Macfarren, con un cast guidato da Sims Reeves e la debuttante Helen Lemmens-Sherrington, sotto la direzione di Charles Hallé. Nella stessa stagione Santley cantò (per Pyne e Harrison) Fra Diavolo, La Reine Topaze, The Bohemian Girl (con Mme Parepa), Il trovatore e The Amber Witch di Wallace, che in seguito fu trasferito al Drury Lane. Fu annunciato che avrebbe cantato nel Macbeth di Verdi con Giulia Grisi nel 1861, ma la promozione saltò.
Per la stagione del 1861-62, Santley ritornò al Covent Garden, aprendo con Ruy Blas (come Don Sallust, Harrison nel ruolo di Ruy Blas) di Howard Glover, poi in una versione con un nuovo cast di Robin Hood e infine in The Puritan's Daughter di Balfe. Creò anche il ruolo di "Danny Man" in The Lily of Killarney di Julius Benedict, che fu eseguito ogni notte per cinque o sei settimane. Consumato da questa stagione frenetica, Santley decise di rivolgere la sua attenzione all'opera italiana e, armato di una lettera di Michele Costa, fece visita a Rossini a Parigi. Questo incontro si rivelò deludente, ma fece un debutto italiano al Covent Garden nel 1862 quando cantò il ruolo del Conte di Luna ne Il trovatore per tre notti al Covent Garden, "al posto di Graziani, per obbligare Mr. Gye": questa esecuzione fu con il soprano inglese Fanny Gordosa, Constance Nantier-Didiée, il tenore drammatico italiano Enrico Tamberlik e il basso-baritono franco-italiano Giuseppe Tagliafico. Le esibizioni di Santley sono furono accolte con entusiasmo dal pubblico del Covent Garden.

### L'Opera italiana di Mapleson

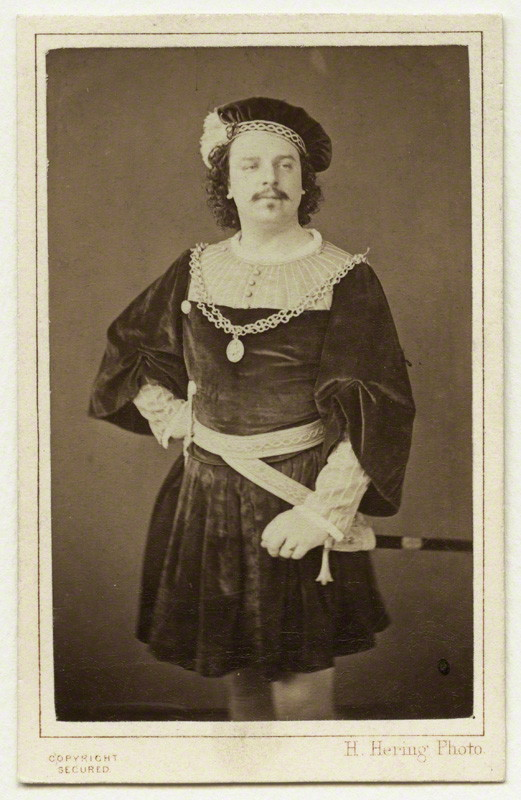
Charles Santley, 1863

Mapleson riconquistò Santley per la sua compagnia d'opera italiana e nella stagione 1862-63 al Majesty's si esibì in Il trovatore (come Di Luna), Le nozze di Figaro (come Almaviva) e Gli ugonotti (come de Nevers). Tornò al Covent Garden per l'Opera inglese, tuttavia, apparendo in The Lily of Killarney, in Dinorah e in The Armourer di Nantes di Balfe. In difesa della sua decisione di trasferirsi all'opera italiana, Santley nota che dal 1859-60 aveva cantato in circa 110 rappresentazioni di opere per stagione, oltre ad adempiere agli impegni concertistici per la concorrenza.
Con l'opera italiana di Mapleson si unì ad alcuni dei più famosi cantanti del XIX secolo, tra cui Thérèse Tietjens, Marietta Alboni, Antonio Giuglini e Zelia Trebelli. Terminata la stagione 1862-63, Santley fece una visita a Parigi e vide esibirsi nel Faust di Gounod la signora Carvalho, che Mapleson era riuscito ad ingaggiare per la stagione 1863 a Londra. Nella nuova stagione (iniziata con Il trovatore), la Carvalho e Santley apparvero insieme nella première di Niccolo de' Lapi di Schira, con Santley che creò il ruolo del protagonista. Interpretò anche il Germont padre ne La traviata.
Seguì la prima esecuzione di Faust in Inghilterra. Fu dato in una traduzione inglese problematica di Henry Fothergill Chorley, che tuttavia rimase la traduzione standard fino al XX secolo; Santley apparve come Valentine. Gli altri membri del cast erano la Tietjens (come Marguerite), la Trebelli (Siebel), Antonio Giuglini (Faust) ed Edouard Gassier (Mephisto). Nel luglio del 1863 la compagnia eseguì l'Oberon di Weber con Reeves, Tietjens, Alboni e Alessandro Bettini. Santley apparve nel ruolo di Scherasmin. In autunno, dopo i festival di Worcester e Norwich, Santley si unì al tour annuale della compagnia Mapleson a Dublino. Sims Reeves era entrato nella compagnia per interpretare i ruoli di Edgardo, Huon e Faust (con la Tietjens e la Trebelli come suoi partner).
Dopo aver ascoltato il Valentino di Santley, Gounod compose l'aria Un cuore ancora più coraggioso espressamente per lui su un testo originale inglese di Chorley (ora, ironicamente, meglio conosciuto nella traduzione francese come Avant de quitter o in italiano come Dio possente) che fu presentata in anteprima a Londra nel Gennaio 1864 all'apertura della sessione primaverile. Appaiono anche in questa produzione Reeves, Lemmens-Sherrington e Salvatore Marchesi (quest'ultimo come Mefisto). Tuttavia, alla fine della corsa, Santley assunse il ruolo di Mefisto, in un "abominevole costume rosso". Faust fu poi prodotto con Tietjens, Gardoni, Trebelli e Signor Junca, con Santley che riprese il suo ruolo. Nella stessa stagione apparve nella prima inglese di Le allegre comari di Windsor di Nicolai e in Mireille di Gounod (con Giuglini e la Tietjens). Apparve anche come Plunkett in Martha, come il Duca in Lucrezia Borgia e come Ministro nel Fidelio.

### La compagnia in transizione

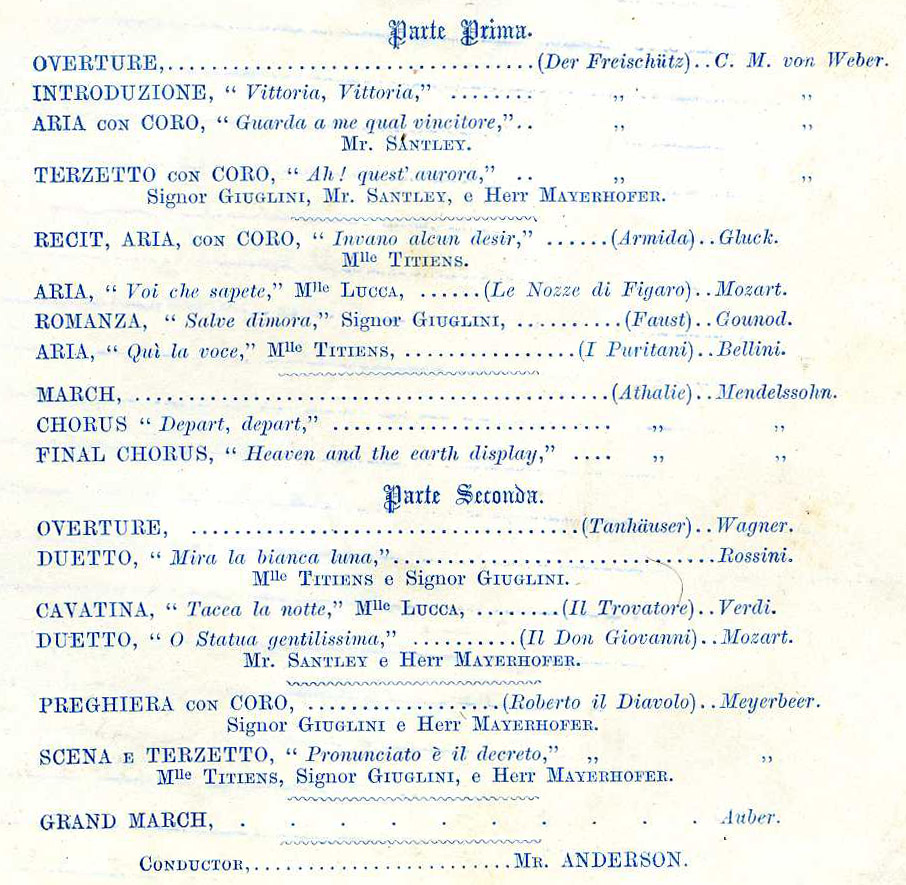
Programma di un recital tenuto a Buckingham Palace nel 1864 (particolare) che mostra Charles Santley in compagnia di Mayerhofer, Tietjens, Lucca e Giuglini. Dall'originale del 1864 di proprietà di Steven Plunkett.

Dopo la stagione dei festival, Santley fece una tournée nella compagnia di Mapleson durante l'autunno (con Italo Gardoni come tenore principale), apparendo in Faust, Oberon e Mireille. Nel novembre del 1864 partì per Barcellona, dove fu prenotato per una stagione di tre mesi al Liceu. Il suo Conte Di Luna fu accolto calorosamente e proseguì con il suo primo Rigoletto e La traviata. Interpretò anche Enrico in Lucia, Obertal in Le Prophète e Renato in Un ballo in maschera. Tornò in Gran Bretagna per unirsi al tour di primavera di Mapleson a Dublino, intervenendo nello stesso giorno su insistenza della Tietjens per salvare una mancata produzione di Lucrezia Borgia. Durante questo tour interpretò anche per la prima volta Carlo Quinto in Ernani e cantò al Theatre Royal di Liverpool, il raggiungimento di un'ambizione infantile.
Dinorah (with de Murska and Gardoni) and Ernani (with Tietjens, Tasca and Gassier).  During the autumn, he performed as Leporello in Don Giovanni at Her Majesty's.
Nella primavera del 1865 Giuglini lasciò la compagnia e la diva croata Ilma de Murska si unì ad essa, apparendo in Lucia di Lammermoor. Santley affrontò tre nuovi ruoli: Papageno ne Il flauto magico di Mozart, Creonte in Medea di Cherubini e Pizarro nel Fidelio di Beethoven (accanto alla Tietjens). A settembre ci fu una breve stagione itinerante, in cui cantò Don Giovanni (con Mario) per la prima volta, a Manchester. Cantò anche Caspar de Il franco cacciatore a Londra in ottobre. Santley apparve poi in una stagione al Teatro alla Scala di Milano, dove fu rappresentato Il trovatore per il suo debutto lì come Conte di Luna (solo lui di tutto il cast non fu fischiato dal pubblico), così come Il templario di Nicolai (in cantato il ruolo di Brian il Templario). Tornato a Londra nel marzo del 1866, Santley apparve nella stagione primaverile con Tietjens, Gardoni e Gassier in Ifigenia in Tauride. Cantò anche in Dinorah (con la de Murska e Gardoni) ed Ernani (con Tietjens, Tasca e Gassier). Durante l'autunno si esibì come Leporello in Don Giovanni all'Her Majesty's
L'anno 1867 portò l'ingaggio della svedese Christina Nilsson e Santley apparve con lei in La traviata e I Lombardi. Fu data anche La forza del destino, insieme a Don Giovanni, Dinorah, Fidelio, Oberon, Medea, Il franco cacciatore e Gli ugonotti. Dopo la tournée autunnale con Alessandro Bettini in Gli ugonotti, la sessione di novembre si aprì con Faust, seguito da La traviata, Martha e Linda di Chamounix, in cui Santley cantò per la prima volta la parte di Antonio. Don Giovanni, con Clara Louise Kellogg nei panni di Zerlina e Santley nel ruolo di Leporello, si rivelò l'ultimo spettacolo operistico di quella stagione: Santley avrebbe dovuto interpretare Pizarro, quando gli arrivò la notizia, mentre si esibiva in concerto a Brighton, che l'His Majesty's Theatre era stato raso al suolo da un incendio. Santley aveva cantato le ultime note che in quel teatro non sarebbero mai più state ascoltate.

### Dopo l'incendio
La compagnia presentò una nuova stagione, che iniziò nel marzo del 1868 al Drury Lane. In essa Santley cantò Fernando ne La gazza ladra con Kellogg, Trebelli, Bettini e Foli e il ruolo principale nel Rigoletto con Kellogg e l'importante tenore Gaetano Fraschini. In quella stagione furono prodotti anche Gli ugonotti, Le nozze di Figaro, La Figlia del Reggimento e Faust (con la Nilsson come Marguerite). Al concerto di beneficenza della Nilsson Santley interpretò la scena finale de I due Foscari e il suo Doge fu paragonato in senso positivo a quello di Ronconi.
A luglio Santley apparve in Le Nozze al Crystal Palace. La stagione autunnale di Londra si tenne al Covent Garden, con il vecchio eroe di Santley Karl Formes che si unì al cast della tournée. Apparì anche il soprano americano Minnie Hauk (in La Sonnambula). Durante la tournée successiva Santley cantò Tom Tug in The Waterman di Charles Dibdin per la prima volta a Leeds. La stagione successiva la cantò due volte a Leeds e una volta a Sheffield e Bradford. Le arie di The Waterman "The jolly young waterman" e "Then farewell, my trim-built wherry" furono cantate da Santley furono molto applaudite.
L'Her Majesty's rimase chiuso e nel 1869 la compagnia di Mapleson fu coinvolta in una fusione con la Royal Italian Opera. Con la nuova compagnia nata dalla fusione Santley si esibì in Rigoletto con Vanzini, Scalchi, Mongini e Foli, in Norma e Fidelio, in Linda di Chamounix con di Murska e in Il trovatore. Anche La Gazza Ladra fu messa in scena con Santley che apparì al fianco di Trebelli, Bettini e Patti. Santley guidò il cast, con la Nilsson nel ruolo di Ofelia nella prima di Londra di Hamlet di Ambroise Thomas. Gli piacque questo ruolo, che fu cantato in italiano, a parte il 'Brindisi'. Inoltre interpretò Hoel in Dinorah al fianco della Patti e, sebbene non fosse stata pianificata una partnership con lei in L'Etoile du Nord, hanno realizzato il Rigoletto insieme per il beneficio della Patti. L'Hamlet di Santley fu ripetuto in autunno, con de Murska che sostituiva Nilsson e con Karl Formes come il fantasma.
All'inizio del 1870 la compagnia fece un tour operistico della Scozia, durante il quale Santley cantò Don Giovanni. Al Drury Lane, nella successiva stagione italiana diretta da George Wood, Santley cantò il ruolo dell'olandese in L'olandese volante (in italiano, come L'Olandese Dannato), accanto alla di Murska e con Signor Foli nel ruolo di Daland. Questa fu la prima rappresentazione di un'opera di Wagner a Londra. Si svolse nel luglio del 1870. Ma non si verificarono le altre produzioni promesse (Macbeth, Les Deux Journees di Cherubini, Tancredi di Rossini) oppure il ruolo da baritono di queste opere fu assegnato a un altro artista. (Lothario in Mignon di Thomas, per esempio, fu assegnato non a Santley ma al baritono francese Jean-Baptiste Faure).

### Tentativo di fondare un teatro lirico inglese
Piuttosto che accettare un'altra stagione con la stessa compagnia, Santley decise di fondare una nuova impresa inglese al Gaiety Theatre, lavorando con il direttore musicale e direttore d'orchestra del teatro, Meyer Lutz. Nell'autunno del 1870 lanciò una fortunata produzione di nove settimane alla Gaiety con Zampa di Hérold. Si rifiutò di cantare Don Giovanni, ma mise in scena Fra Diavolo (con se stesso nel ruolo del protagonista) e, in preparazione del Natale, The Waterman. Le esibizioni di Fra Diavolo continuarono fino al febbraio 1871, mentre Czar und Zimmerman di Lortzing (nel ruolo di Peter the Shipwright) fu rappresentato per Pasqua. Questa produzione si rivelò un successo, ma Santley non riuscì a persuadere il manager della Gaiety, John Hollingshead, a produrre Le Cheval de bronze di Auber come seguito. Sentendo che il suo progetto a lungo amato di un teatro lirico inglese non sarebbe mai stato realizzato, decise di voltare le spalle al palcoscenico. Però, nel 1872-1873, partì per una tournée di concerti negli Stati Uniti e in Canada.

### Con la Compagnia di Carl Rosa

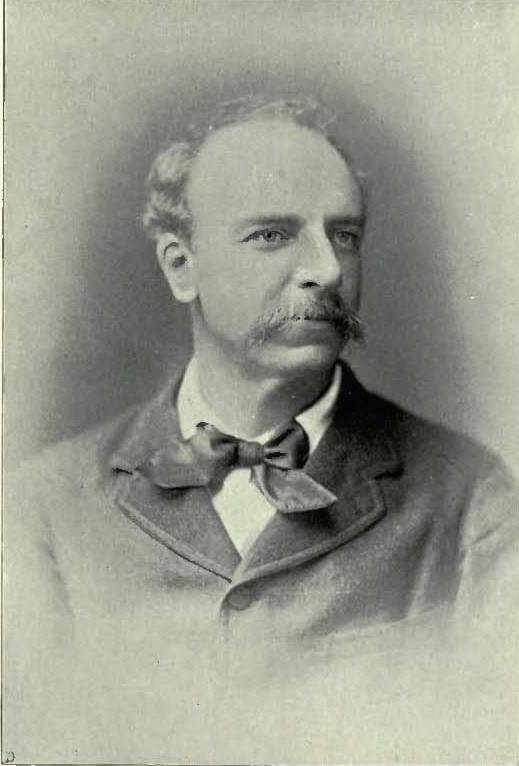
Charles Santley (ca. 1875)

Il tour di concerti in sé non fu un successo dal punto di vista finanziario. Santley stipulò quindi un accordo con Carl Rosa per unirsi alla sua stagione italiana a New York nel marzo 1872; ma li raggiunse per la prima volta per la stagione inglese per cantare in Zampa e Fra Diavolo a Baltimora, Filadelfia, Newark e altrove. Cantò Valentin del Faust a Filadelfia. Nella stagione italiana, da metà marzo a fine aprile, stette con la signora Parepa-Rosa, Adelaide Phillips e il tenore Theodore Wachtel (1823-1893), nonché con Karl Formes, che cantò Marcel in Gli ugonotti con Santley (Saint-Bris), all'Accademia di musica di New York sotto la direzione di Adolph Neuendorff. Santley era anche particolarmente orgoglioso di aver cantato una volta in quella stagione con il suo amico e idolo, Giorgio Ronconi, che fu Leporello accanto a Santley come Don Giovanni. La compagnia rappresentò anche Il trovatore, Rigoletto, Lucrezia Borgia, Martha e Guglielmo Tell. I teatri e i guadagni erano enormi e salparono per l'Inghilterra molto soddisfatti all'inizio di maggio 1872.
Nel 1873 Carl Rosa invitò Santley ad apparire come Telramund in un Lohengrin inglese pianificato al Drury Lane. Santley accettò, ma il progetto fallì con la prematura scomparsa di Mme Parepa-Rosa. (Lohengrin non fu ascoltato a Londra fino al 1875). Anche il desiderio di Santley di interpretare Wolfram in Tannhäuser rimase irrealizzato. Non gli piaceva l'imponenza dell'orchestra wagneriana e si lamentava dell'innovazione che vedeva i musicisti dell'orchestra relegati in una buca al di sotto del palcoscenico dell'opera.
Tuttavia nel 1875 Carl Rosa lo invogliò di nuovo sul palcoscenico per una stagione al Princess's Theatre di Londra, in cui cantò nelle Nozze di Figaro, Il trovatore, L'assedio della Rochelle (come Michel), Les deux journées di Cherubini (Mikelì) e The Porter of Havre (Martin). In Figaro fu scelto come Almaviva, ma fu poi passato al ruolo di Figaro, cantando con il Sig. Campobello (Almaviva), Aynsley Cook (Bartolo), Charles Lyall (Basilio), Ostava Torriani (Contessa), Rose Hersee (Susanna), Josephine York (Cherubino) e Mrs Aynsley Cook (Marcellina). Questa produzione fu onorata di una rappresentazione straordinaria per il Principe e la Principessa del Galles. Ci fu poi una tournée in provincia in autunno.
Nell'autunno 1876 al Lyceum Theatre, sempre con Carl Rosa, Santley ricreò il suo Olandese volante, questa volta in inglese, con Ostava Torriani nel ruolo di Senta. Tra la stagione di Londra e la tournée in provincia che seguì, l'eseguirono 50 volte. Tra le città visitate ci furono Edimburgo (quattro spettacoli) e Glasgow (due spettacoli).
Nella stessa stagione intrapresero un lavoro nuovo per lui, Joconde di Nicolas Isouard e interpretò di nuovo Zampa e The Porter of Havre. Il lavoro finale fu una nuova opera con un ruolo (Claude Melnotte) scritto appositamente per lui, la Pauline di F.H. Cowen: il lavoro non ebbe successo. Il tour li portò a Dublino, Sheffield, Hanley e Birmingham. A parte due apparizioni come Sir Harry in The School for Scandal a favore del Drury Lane e la sua definitiva apparizione d'addio al Covent Garden nel 1911, questa tournée fu la fine della sua carriera teatrale.

## Ultimi anni

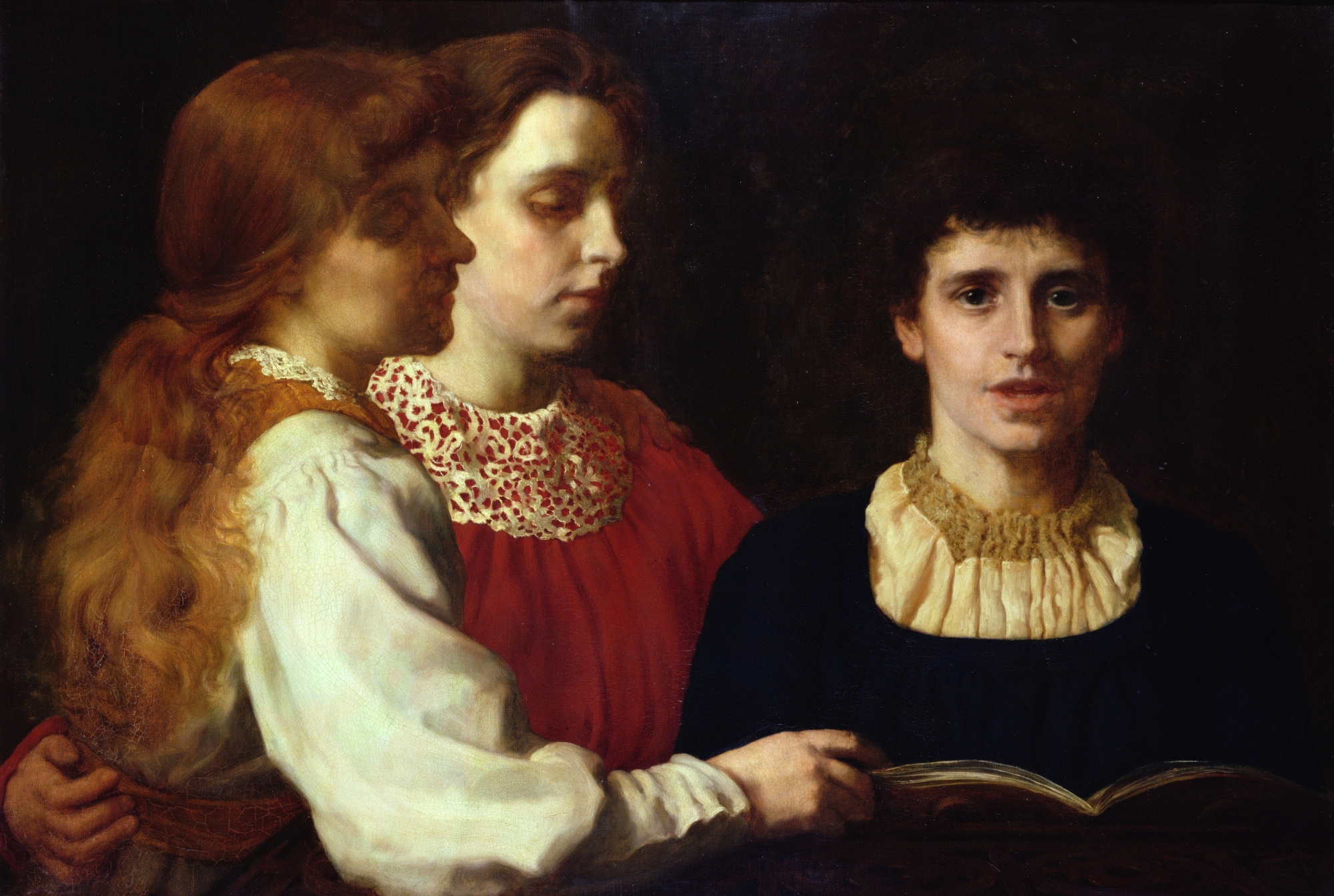
La moglie di Santley Gertrude (a destra), la figlia Edith (al centro) e l'amica Carrie Yates dipinti nel 1880 da Henry Scott Tuke.

Santley tenne dei concerti al Monday Popular Concerts ed apparve con il Joachim String Quartet e con la signora Clara Schumann. Si stabilì in Inghilterra per concerti e oratori. Si convertì al cattolicesimo romano nel 1880 e nel 1887 Papa Leone XIII lo nominò Commendatore dell'Ordine di San Gregorio Magno. Si sposò due volte, prima (nel 1858) con Gertrude Kemble (nipote di Charles Kemble), che prima del matrimonio aveva una carriera professionale come soprano. Anche la loro figlia Edith divenne una cantante da concerto. Gertrude morì nel 1882. La coppia ebbe cinque figli. La seconda moglie di Santley era Elizabeth Mary Rose-Innes.
Santley, per cui i viaggi europei erano stati una routine di vacanza per molti anni, andò in tournée in Australia e Nuova Zelanda nel 1889-1890, negli Stati Uniti e in Canada nel 1891 e nel Sudafrica nel 1893 e di nuovo nel 1903. Cantò per l'ultima volta al festival di Birmingham nel 1891 dopo una serie ininterrotta di trent'anni di apparizioni lì. George Bernard Shaw, descrivendo Santley come l'eroe del Festival di Händel del 1894, sottolineò in particolare il suo Honour and Arms e Nasce al Bosco. "Il canto di Santley nella serie di Selection Day era, umanamente parlando, perfetto. Provò il punto centrale della sua voce da do a do in modo esauriente e quell'ottava uscì alla grande dalla sala prove; non c'era un graffio sulla sua superficie bellissima, non una rottura o un anello debole nella catena da nessuna parte; mentre il tocco vocale era impeccabilmente leggero e costante e la potente esecuzione accurata come un orologio". In queste due arie la sua intera estensione dal sol basso al mi bemolle acuto e in Nasce al Bosco il mi acuto naturale e il fa, furono "eseguite in modo tale da rendere impossibile per lui nascondere qualsiasi difetto, se ce ne fosse stato uno."

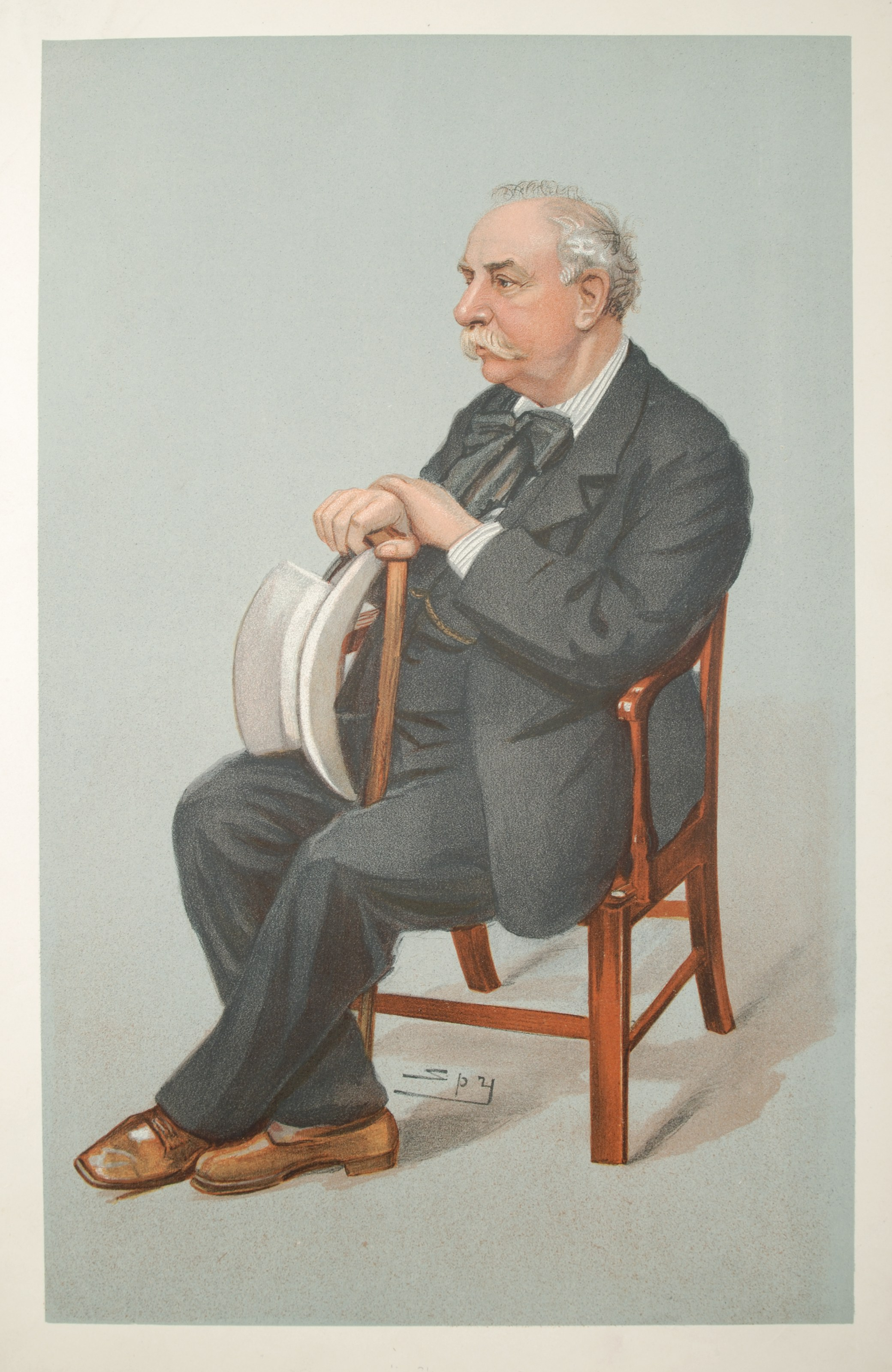
Santley in una caricatura di Spy per Vanity Fair, 1902

Nel gennaio 1894 cantò con Clara Butt, Edward Lloyd, Antoinette Sterling e altri cantanti al primo dei Ballad Concerts di Chappell, quando furono trasferiti dalla St James's Hall alla Queen's Hall. Dal 1894 Santley dedicò sempre più del suo tempo all'insegnamento: tra il 1903 e il 1907 insegnò al baritono australiano Peter Dawson, portandolo meticolosamente attraverso il Messiah, La Creazione ed Elijah. Di fatto nel 1904 portò Dawson in una tournée del West Country, a cominciare da Plymouth, con Emma Albani alla guida del cast, insieme a William Green (tenore), Giulia Ravogli, Johannes Wolf, Adela Verne e Theodore Flint.
Nel gennaio del 1907 cantò Elijah al Municipio di Manchester, dopo aver cantato Messiah ed Elijah ogni anno dal 1858. Celebrò il giubileo della sua carriera di cantante in compagnia di molti dei suoi amici musicisti in un grande concerto di beneficenza tenuto alla Royal Albert Hall il 1º maggio 1907. Fu nominato cavaliere (il primo cantante a ricevere questo onore) nel dicembre dello stesso anno, dopo aver cantato a Bristol e cantò Elijah ad Hanley due giorni dopo. Nei mesi successivi tenne brevi recital a Liverpool e cantò Elijah ad Edimburgo. Diede il suo addio al Covent Garden nel 1911 come Tom Tug in The Waterman di Charles Dibdin.  Nel 1915, su richiesta della moglie del sindaco di Londra, cantò al concerto della Mansion House per i rifugiati belgi, quando l'intonazione accurata, la qualità e il vigore della sua voce erano ancora evidenti.

## Caratteristiche vocali
Oltre alla bellezza del timbro "inquietante", la tecnica e la musicalità di Santley resero un maestro nel canto di Händel o Mozart, dove una gestione fresca e accurata del ritmo e del gorgheggio creava un effetto di spontaneità, vigore e fraseggio ideale. Il suo canto d'insieme era anche molto famoso, per esempio, come Figaro e nel Fidelio. Henry J. Wood osservò che la sua estensione andava dal mi bemolle basso alla chiave di baritono nel Sol acuto ed era eccezionalmente uniforme. "Si diceva che tutti i suoi fa bassi arrivassero anche negli angoli più remoti della più grande sala da concerto mentre i suoi migliori fa acuti fossero come una tromba d'argento." La sua chiarezza e assenza di tensione gli permisero di continuare a cantare con notevole freschezza per tutta la carriera che durò più di 60 anni, forse in parte perché non aveva esagerato con l'uso della voce rimanendo per troppo tempo sul palcoscenico operistico.
George Bernard Shaw, che lo vide per la prima volta sul palco come Di Luna ne Il trovatore, considerò che le capacità drammatiche di Santley erano "scostanti, imprevedibili e inclini a una disinvolta indifferenza nei suoi rapporti con il pubblico, che era molto popolare, ma che distrusse tutte le illusioni drammatiche. Era sempre Santley, il brav'uomo senza tante sciocchezze sul suo conto e uno splendido cantante... La nonchalance era in realtà diffidenza....' Interpretava Valentin, nel Faust 'in un modo incompiuto, falso, esageratamente amichevole'. Più tardi, come sostengono Vanderdecken ed altri, "La sua presa drammatica era molto più sicura e in questo momento [1892], al limite del suo sessantesimo anno, è un artista più completo che mai".

## Incisioni
Charles Santley fece alcune registrazioni, principalmente di ballate. La sua prima serie fu realizzata per la Gramophone Company (His Master's Voice) nel 1903. Sebbene la voce manchi molto dell'antica brillante risonanza dovuta all'età, rimane solida e costante. Il suo disco più famoso conserva la sua resa straordinariamente vivida e vivace di "Non più andrai" (Figaro), usando un portamento (in particolare sulla parola "narcisetto", solitamente interrotto dagli interpreti moderni) che è in grado di soddisfare lo stesso Garcia. Non fece nessuna registrazione delle sue esecuzioni di Händel su disco. I suoi dischi del 1903 sono:
- 2-2864  To Anthea (Hatton) (10"), su YouTube. URL consultato il 10 giugno 2019.
- 0-2015  Thou'rt passing hence, my brother (Sullivan) (12"), su YouTube. URL consultato il 10 giugno 2019.

Diversi anni più tardi incise un gruppo di titoli di ballate per l'etichetta Columbia. To Anthea e Simon the Cellarer di Hatton sono caratteristici del primo repertorio di ballate di Santley e sono ripetuti nella serie Columbia, che comprende anche My Rosary di Ethelbert Nevin, Father O'Flynn di C.V. Stanford, Thou'rt passing hence, my brother di Sullivan e altri titoli.

## Libri
Le pubblicazioni di Santley includono quanto segue:
- Method of Instruction for a Baritone Voice, una traduzione di "Metodo pratico di vocalizzazione, per le voci di basso e baritono" di G. Nava (Londra, c 1872)
- Student and Singer, Reminiscences of Charles Santley (Macmillan, Londra, 1893)
- The Singing Master (1900)
- The Art of Singing and Vocal Declamation (1908)
- Reminiscences of my Life (Isaac Pitman, Londra, 1909)

Tra i volumi di reminiscenze, Student and Singer si occupa della sua carriera fino al 1870 circa e Reminiscences of My Life comprende materiale per il periodo successivo.

## Composizioni
- Messa in la bemolle
- Ave Maria, Berceuse per Orchestra

Santley ha anche composto un certo numero di canzoni con lo pseudonimo di Ralph Betterton.

### Esplicative
1. ↑  Il 1876 fu l'anno in cui concluse l'attività teatrale, successivamente continuò ad esibirsi anche se non in modo regolare
2. ↑  Dal verbo italiano bravare, mettersi in mostra, fare lo spaccone, il prepotente. Uno stile florido, ostentato o un passaggio musicale che richiede abilità tecnica.

### Bibliografiche
1. ↑  Arthur Eaglefield-Hull, A Dictionary of Modern Music and Musicians (Dent, London 1924), 435.
2. 1 2 3 4 5 6 7 8 9 10 11 12 13 14 15 16 17 18 19 20 21 22 23 24 25 26 27 28 29 30  C. Santley, Student and Singer: The Reminiscences of Charles Santley 3rd Edition (Edward Arnold, London 1892), p.6.
3. ↑  Eaglefield-Hull 1924: Rosenthal & Warrack, Concise Oxford Dictionary of Opera.
4. ↑  1851 and subsequent Census returns for 20 Hardwick Street, West Derby, Liverpool (National Archives HO 107.2192).
5. 1 2  John Warrack, "Santley, Sir Charles (1834–1922)", Oxford Dictionary of National Biography, Oxford University Press, 2004, accessed 28 April 2011
6. ↑  C. Santley, 'The Art if Singing' (1908), p. 16.
7. ↑  C. Santley, 'The Art of Singing' (1908), p. 16.
8. ↑  Rosenthal & Warrack 1974.
9. ↑  H.J. Wood, My Life of Music (London: Victor Gollancz Ltd, 1946 edition), p. 17.
10. ↑  William Ludwig's conception of Elijah was considered nobler by some, see Henry Wood, My Life of Music, p. 17.
11. ↑  R. Elkin, Royal Philharmonic (Ryder, London 1946), p. 62.
12. ↑  S. Reeves, The Life of Sims Reeves, Written by Himself (Simpkin, Marshall, London 1888), p. 217-218.
13. ↑  R. Elkin, Royal Philharmonic (Rider, London 1946), 65-71.
14. ↑   SIR CHARLES SANTLEY (1... - Online Information article about SIR CHARLES SANTLEY (1..., su encyclopedia.jrank.org. URL consultato il 9 luglio 2019 (archiviato dall'url originale il 3 marzo 2016).
15. ↑  Daily News, 22 May 1872, p. 3
16. ↑  Santley, 'The Art of Singing' (1908), pp. 17-18.
17. ↑  Santley 1892, 171–72: J. H. Mapleson, The Mapleson Memoirs (Belford, Clarke & Co, Chicago & New York 1888), I, 28.
18. ↑  Santley, 'The Art of Singing' (1908), p. 18.
19. ↑  'di' Murska in Rosethal and Warrack, and in Santley 1892, 'de' Murska in Mapleson 1888.
20. ↑  Illustrated London News, 3 March 1866, p. 215.
21. ↑  Mrs Van Zandt, mother of the Mlle. van Zandt who sang at the Opéra-Comique.
22. ↑  'Adolph Neuendorff dead', The New York Times 5 December 1897
23. ↑  Rosenthal and Warrack 1974.
24. ↑  Il signor Campobello era il nome d'arte di Henry McLean Martin, baritono. Secondo l'edizione del 1890 del "Dizionario" di Groves, nel 1874 sposò il soprano Clarice Sinico, nata Marini, in seguito conosciuta come Mme Sinico-Campobello.
25. ↑   Site Buddha Web Design, Charles Santley - Opera Scotland, su operascotland.org.
26. 1 2  Eaglefield-Hull 1924, 435.
27. ↑  Eaglefield-Hull 1924.
28. ↑   Kemble Genealogy Page, su kemblefamily.com.
29. ↑  G. B. Shaw, Music in London 1890-94 (Constable, London 1932), III, 254-257.
30. ↑  R. Elkin, Queen's Hall 1893-1944 (Rider, London 1944), 91.
31. ↑  P. Dawson, Fifty Years of Song (Hutchinson, London 1951), 17-20.
32. ↑  Dawson 1951, 25-26.
33. 1 2 3  Santley 1909
34. ↑  Herman Klein, Thirty Years of Music in London 1870-1900 (Century Co., New York 1903), 466.
35. ↑  Klein 1903, p. 466: M. Scott, The Record of Singing I (Duckworth, London 1977), p. 52-53, quoting Hanslick and John McCormack.
36. ↑  Klein 1903, 49, & n.
37. ↑  M.J.C. Hodgart and R Bauerle, Joyce's Grand Operoar: Opera in Finnegans Wake (Illinois University Press 1997, ISBN 0-252-06557-3), p. 25.
38. ↑  H. J. Wood, My Life of Music (Gollancz, London 1946 (Cheap edition)), p. 91.
39. ↑  G. Davidson, Opera Biographies (Werner Laurie, London 1955), 267.
40. ↑  G. B. Shaw, Music in London, 1890-94 (Constable, London 1932), II, 195.
41. ↑  Shaw 1932, II, 196.
42. ↑  Bennett 1955,: Bennett 1967.
43. ↑  Reproduced and discussed in M. Scott, The Record of Singing, Vol. I (Duckworth, London 1977).
44. ↑  This title in Bennett 1967.
45. ↑  This title in Bennett 1967.
46. ↑  Scott 1977, 52-53.